# Екопоховання

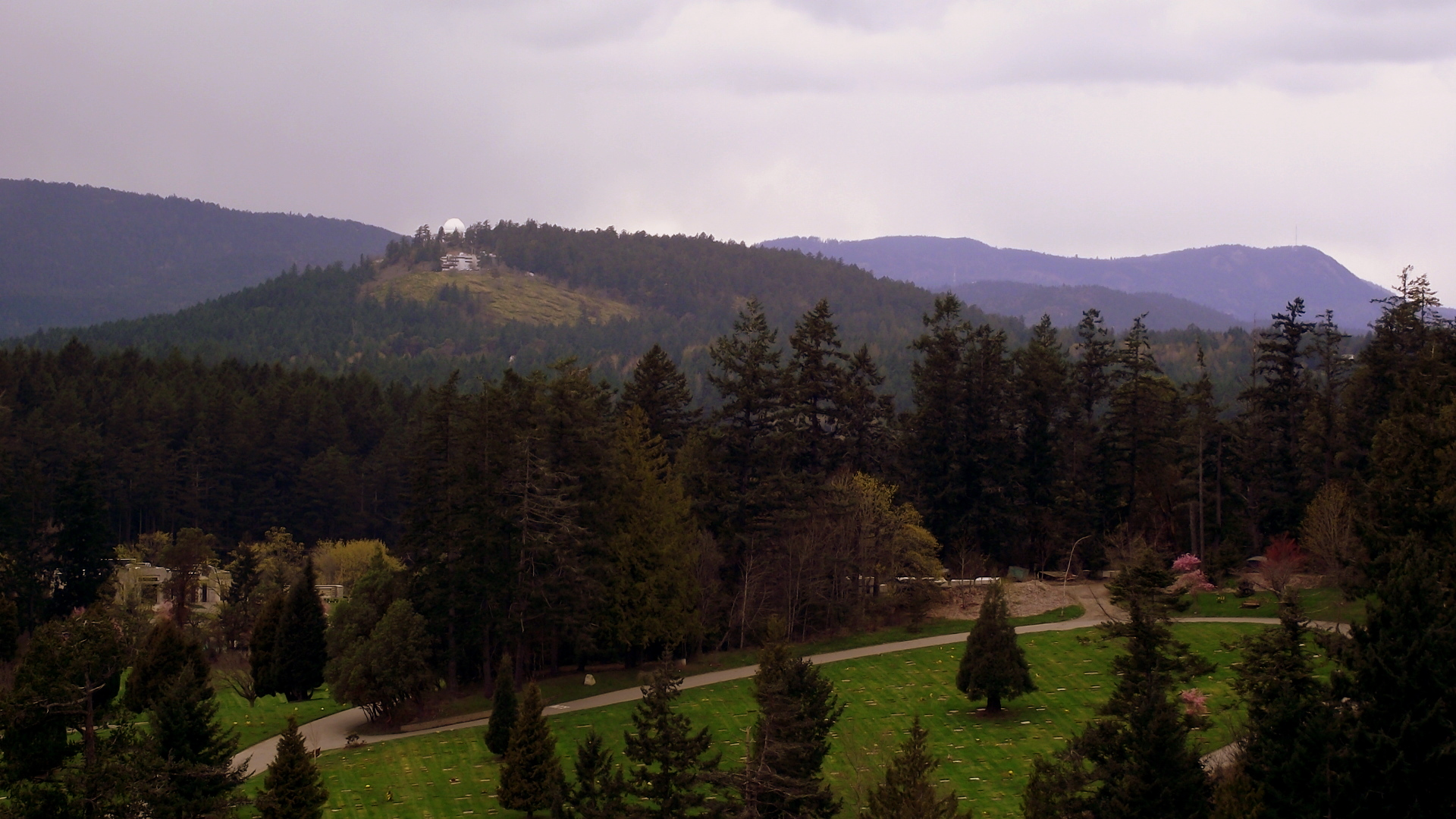
Королівський дубовий поховальний парк, заснований у 2008 р., Вікторія (Британська Колумбія)

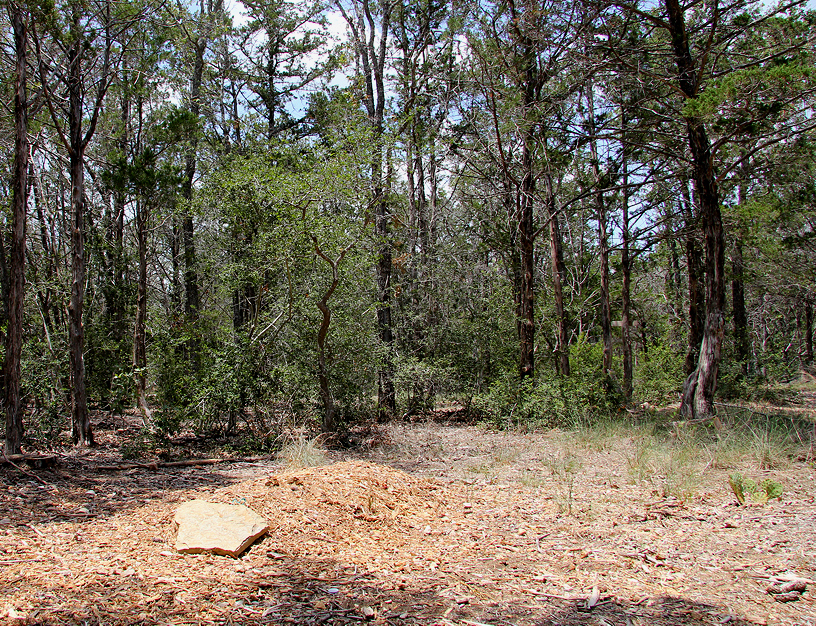
Могила з мінімальним впливом на навколишнє середовище

Екопоховання або Біопоховання, Зелене кладовище — це захоронення тіла мертвої людини таким чином, що сприяє його природному розкладанню та кругообігу речовин.
Найприроднішим є поховання тіла, загорнутого у саван, або у труні, виготовленій із матеріалів, що швидко розкладаються. Могила не повинна бути глибокою, щоб сприяти діяльності мікроорганізмів, як під час компостування. Суворо забороняється обробляти тіло дезинфікуючими засобами, такими, наприклад, як при бальзамуванні.

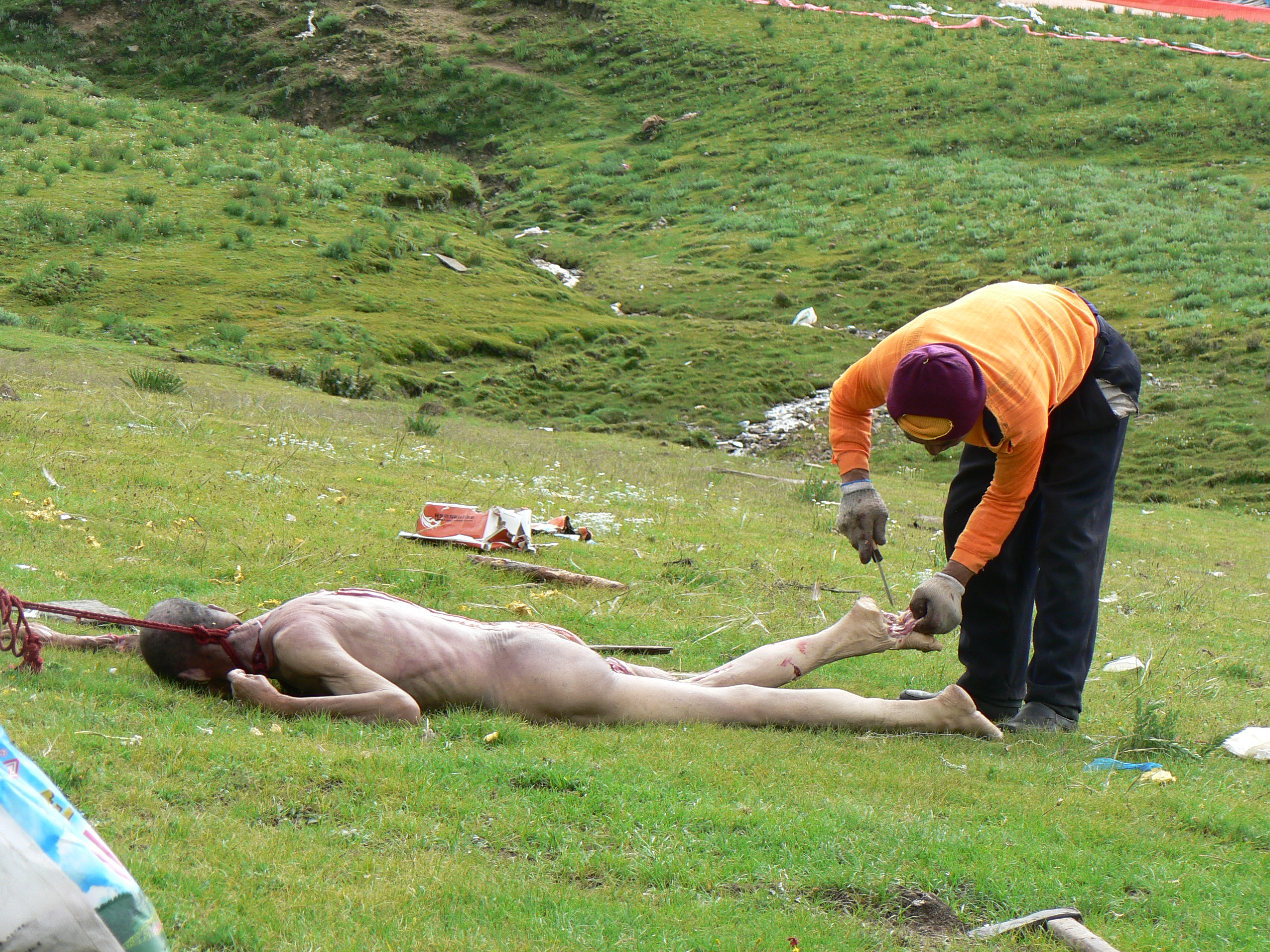
Приготування до Небесного поховання

Яскравим представником біопоховання є Небесне поховання, що використовується у Тибеті. Після молитовного ритуалу тіло померлого відносять на спеціальний майданчик у горах і залишають на поїдання стерв'ятникам.

## Методи підготовки тіла
- Кремація — найпоширеніший метод знищення тіла перед екопохованням. Труна обов'язково повинна бути із екологічних матеріалів, кількість вуглекислого газу, що виділяється під час спалювання, можна зменшити застосуванням фільтрів. Важливою перевагою перед традиційним похованням на кладовищі є вирішення проблеми їх переповнення. Наприклад, в Лондоні через нестачу місць для нових поховань запропонували влаштовувати «другий поверх» для старих могил.[2]
- Ресомація — процес переробки трупів, який полягає у впливі на них водного розчину гідроксиду калію, певних температури та тиску. Порівняно з кремацією виробляє менше CO² та інших забруднюючих речовин.
- Промесія — дружній до навколишнього середовища шлях утилізації людського тіла. Його охолоджують до −196 °C, а потім розколюють на маленькі шматочки завдяки вібрації і, використовуючи процес ліофілізації, позбавляються вологи. У підсумку залишається порошок, що важить 30 % від ваги померлого.
- Компостування — тіло поміщають у сталевий контейнер із люцерною, соломою і тирсою, де воно розкладається природним чином протягом 30 днів. Потім родині віддають ґрунт, який можна використовувати під час посадки квітів, овочів або дерев. Цей метод дозволено у Швеції та штаті Вашингтон (США).[3]

## Способи поховання решток тіла
Після переробки рештки тіла (прах чи порошок) поміщають в урну чи спеціальний ящик і віддають родичам померлого. Замість розміщення урн у традиційних колумбаріях можна вибрати інший спосіб поховання:
- Розвіювання — коли прах відвозять у якесь гарне, пам'ятне для родини місце та висипають із урни, дозволюячи вітру розвіяти його навсебіч.

- Зелене поховання — у світі існує багато спеціально виділених для цього територій, де можна закопати прах (без урни). Такі ділянки або просто засівають травою, або саджають там дерева. Максимум як можна відмітити місце поховання — це покласти маленький камінь чи табличку із зазначенням імені та років життя померлого.[4] Замість урни може бути використана біокапсула у формі яйця, із матеріалу, що легко розкладається.[5] При цьому прах людини служить добривом для дерева. І це символізує не кінець, а новий початок.
- Набір олівців — людське тіло містить багато вуглецю, який можна перетворити на графіт, а з нього виготовити прості олівці. З одного тіла можна отримати 240 олівців. На згадку ними можна зобразити портрет померлої близької людини.[6]
- Адитивні технології — попіл після кремації додають до матеріалу для друку 3D-принтером і виготовляють за його допомогою різноманітні скульптури.[6]
- Поховання у коралових рифах — прах змішують із бетонним розчином і формують порожнисту кулю із декількома отворами. Доки вона не застигла, рідні можуть написати на ній прощальне повідомлення. Потім кулю доправляють на дно океана і поміщають у неї коралові поліпи, яким дуже зручно рости в такій формочці. В ній також можуть жити риби.[7]

## В Україні
У квітні 2018 року на сайті Верховної Ради з'явився законопроект, який затверджує поняття «біопоховання». Під час нього використовуватимуть спеціальні матеріали, які розкладаються за п'ять років і не завдають шкоди екології. Тож скоро в Україні можуть почати ховати не лише на цвинтарях та у колумбаріях, а й у спеціально створених парках. Запропоновані новації мають вирішити проблему з нестачею місць для поховання. Крім того, його вартість буде вдвічі дешевша за традиційне.